# Хорватская православная церковь

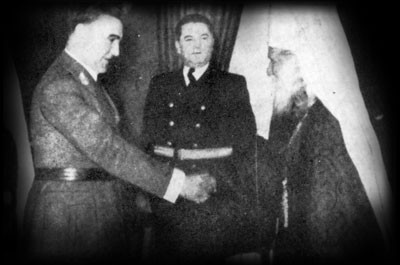
Нацистские Усташи Анте Павелич (слева) и Андрия Артукович (в центре) встречаются с Гермогеном.

Хорва́тская правосла́вная це́рковь (хорв. Hrvatska pravoslavna crkva); официально: Хорватская Восточная Православная Церковь — религиозная организация, созданная во время Второй мировой войны нацистским режимом Усташи в Независимом государстве Хорватия (NDH). Она была создана для ассимиляции оставшегося сербского меньшинства, а также для объединения других православных общин в государственную Греческую Православную Церковь как единственная дозволенная православная юрисдикция (с 1942 года), но не имевшая признания со стороны прочих поместных православных церквей.

## История
О необходимости учреждения подобной церковной организации впервые заявил хорватский политик Эуген Кватерник в 1861 году. Предполагалось, что такая церковь должна избавить тех православных, что считают себя хорватами, от необходимости посещать сербские храмы, и дать им национальную церковь. Но из-за малочисленности православных хорватов этот проект тогда не получил поддержки. Начавшаяся Первая мировая война и последующее образование Королевства сербов, хорватов и словенцев, возглавляемого сербской династией Карагеоргиевичей, надолго заморозило появление подобных проектов.
5 мая 1941 года усташское правительство опубликовало постановление, по которому Сербская православная церковь переставала действовать на территории Независимого государства Хорватии (НГХ); ещё раньше, сразу по провозглашении НГХ 10 апреля 1941 года в Загребе, властями был арестован сербский митрополит Загребский Досифей Васич. 2 июня последовало распоряжение о ликвидации всех сербских православных народных школ и детских садов.
Идея создания Хорватской православной церкви в НГХ, согласно сохранившимся документам, впервые была впервые упомянута в декабре 1941 года германским посланником в Загребе Зигфридом Каше в сообщении в Берлин. В Берлине были обеспокоены, что массовые репрессии против православных в НГХ приводят к росту сопротивления режиму, а также не желали чрезмерного усиления Католической церкви в Хорватии, и в начале 1942 года германское посольство в Загребе уже получило задание оказать давление на поглавника Анте Павелича с тем, чтобы в НГХ была дозволена деятельность православной церкви. Поглавник согласился, после чего правительство НГХ под руководством германской службы безопасности (СД) в Хорватии разработало проект Хорватской православной церкви.
На заседании Хорватского государственного собора 28 февраля 1942 года Анте Павелич заявил о необходимости создания такой церкви и прекращения практики насильственного обращения православных в католичество. Вскоре после выступления Павелича русский священник Василий (Васо) Шурлан из Земуна и православный чиновник Петр Лазич из Загреба подали прошение об основании Хорватской православной церкви, каковое было рассмотрено правительством, и 3 апреля 1942 года Павелич издал распоряжение, имевшее силу закона, об основании Хорватской православной церкви, имевшей статус патриархии с центром в Загребе: «§ 1. На территории Независимого государства Хорватия основывается Хорватская православная церковь, самостоятельная (автокефальная)». На основании данного распоряжения министр юстиции и культов Мирко Пук разрешил регистрацию православной церковной общины в Загребе, председателем которой стал Лазич. Общине передали закрытый ранее Спасо-Преображенский храм.
Лидером новой церкви согласился стать престарелый архиепископ находившейся тогда в схизме с Московским патриархатом и под покровительством Сербского патриархата Русской зарубежной церкви (РПЦЗ) Гермоген (Максимов) (все сербские епископы в НГХ к тому времени были убиты или изгнаны из страны), вскоре возведённый в сан митрополита. Ключевую роль в переговорах о возглавлении ХПЦ сыграл бывший секретарь епархиального управления в Сремских Карловцах и служащий канцелярии (юридический советник) Синода Сербской церкви Милош Обркнежевич (Miloš Obrknežević), с которым Гермоген был лично хорошо знаком по Сремским Карловцам, где находился Синод РПЦЗ: согласно книге Обркнежевича «Razvoj pravoslavlja u Hrvatskoj i Hrvatska pravoslavna crkva» (1979), патриарх Сербский Гавриил негласно одобрил выбор Гермогена главой Хорватской церкви, в чём Обркнежевич заверил самого Гермогена, после чего тот принял предложение хорватского правительства. Согласно архивным документам, Гермогену было дано понять, что в случае его отказа террор против православного населения будет продолжен; Обркнежевич же писал: «Необходимо подчеркнуть, что владыка Гермоген годами монашествовал и не был честолюбивым, обладал он общеизвестной высокой моральной и духовной чистотой. Его согласие возглавить Хорватскую Православную Церковь представляло огромную жертву. Сделал он этот выбор, побуждаемый христианскими и гуманными началами». Учреждение ХПЦ было осуждено Центральным Комитетом Коммунистической партии Хорватии, заявившем, что ХПЦ есть обман, а признавшие её священники — «предатели». Председатель Архиерейского синода РПЦЗ митрополит Анастасий (Грибановский) осудил учреждение ХПЦ; 6 июня Синод РПЦЗ постановил исключить архиепископа Гермогена из состава Синода и духовенства РПЦЗ, запретить в священнослужении и предать его церковному суду. Сербская патриархия по официальным каналам протестовала против захвата своего имущества в НГХ и солидаризировалась с прещениями Синода РПЦЗ.
5 июня 1942 года поглавник утвердил устав Церкви из 123 статей и назначил Гермогена митрополитом Загребским и всей Хорватской православной церкви. В соответствии с уставом новоучреждённая автокефальная Церковь должна была состоять из четырёх епархий: Загребской митрополии с кафедрой в Загребе (включала шесть благочиний) и трёх епископств: Сараевского с кафедрой в Сараеве (четыре благочиния), Петровацкого с центром в Босански Петроваце (семь благочиний), Бродского с кафедрой в Босански Броде (три благочиния).
Попытки властей НГХ урегулировать отношения между Гермогеном и Анастасием не увенчались успехом, а впоследствии между Архиерейским синодом и митрополитом Гермогеном имели место конфликты вследствие спора о юрисдикционной принадлежности русских приходов в Сараеве, Земуне и Цриквенице, находившихся под юрисдикцией РПЦЗ: Гермоген требовал от этих приходов поминать за богослужением его имя, а также поглавника Анте Павелича (города номинально находились на территории НГХ). В итоге Архиерейский синод, согласившись на поминовение поглавника, не позволил своим приходам перейти в юрисдикцию ХПЦ и поминать Гермогена.
В августе 1944 году Гермоген в сослужении с румынским митрополитом Виссарионом (Пую) рукоположил во епископы иеромонаха Спиридона (Мифку). Других епископов в ХПЦ не было. Вдовствующими кафедрами управляли наместники из числа священников.
Постановлением Анте Павелича от 2 мая 1945 года Гермоген был назначен патриархом Хорватской православной церкви.
После падения в мае 1945 года Независимого государства Хорватии прекратила своё существование и Хорватская православная церковь. Часть её активистов подалась на Запад, а епископы и главные священники были расстреляны новыми властями.

## Попытки возрождения
Согласно сведениям в хорватских СМИ, после распада Югославии Хорватскую православную церковь пытался восстановить Радослав Виличич (Radoslav Metodije Viličić), хорват-католик, перешедший в православие в 1993 году в афонском монастыре Григориат. Попытки в марте 2010 года в городе Задаре объявить о восстановлении ХПЦ были осуждены политическим руководством Хорватии.
В декабре 2012 года через СМИ было объявлено о создании в городе Задаре общины во главе с Александром Ивановым, в течение 30 лет бывшим священнослужителем в Болгарской церкви, болгарином по происхождению. В коммюнике Далматинской епархии Сербской православной церкви по этому поводу отмечалось, что новообразованная «ассоциация открыто восхваляет в своей программе идеи усташей, фашистов и творцов геноцида, что противоречит как принципам, на которых основана Республика Хорватия, так и положительному опыту европейской демократии». Александр Иванов рассматривает свою структуру как преемника Карловацкой патриархии, существовавшей в 1848—1920 годах в Австро-Венгрии на территории нынешней Хорватии.
5 октября 2013 года община в Задаре, именующая себя Хорватской православной церковью, провозгласила автокефалию, о чём объявила на своём сайте и в хорватских СМИ.
3 мая 2014 года ХПЦ канонизировала Гермогена (Максимова).
По утверждению современной ХПЦ, которая на начало 2021 года не имела государственной регистрации в Хорватии, 17 тыс. хорватов считают себя православными.